# Mahamane Ousmane

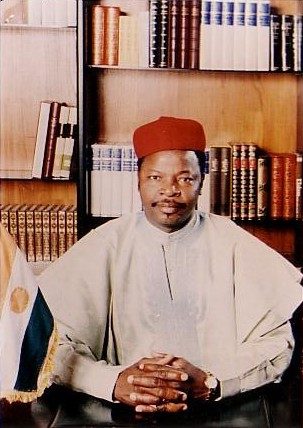
Mahamane Ousmane (2008)

Mahamane Ousmane (* 20. Januar 1950 in Zinder) ist ein nigrischer Politiker. Er war von 1993 bis 1996 Staatspräsident Nigers.

## Politische Laufbahn
Er studierte in Frankreich und Kanada Finanz- und Wirtschaftswissenschaft. 1980 kehrte er nach Niger zurück. Nach der Entscheidung des Präsidenten Ali Saibou, ein Mehrparteiensystem einzuführen, gründete Ousmane im Januar 1991 die sozialdemokratische Partei Demokratische und soziale Versammlung (CDS-Rahama).

## Präsident
Ousmane kandidierte für die Partei CDS-Rahama bei den Präsidentschaftswahlen von 1993, den ersten freien seit der Unabhängigkeit von Frankreich am 3. August 1960. Im ersten Wahlgang am 27. Februar 1993 lag er mit 26,59 % der Stimmen an zweiter Stelle nach dem späteren Präsidenten Mamadou Tandja. Mit 54,42 % siegte er am 27. März im zweiten Wahlgang und wurde Nachfolger des seit 1987 regierenden Präsidenten Ali Saibou. Er war der erste Angehörige der Volksgruppe der Hausa in diesem Amt. Seine Vorgänger waren alle Zarma gewesen. Probleme seiner Amtszeit waren die schwächelnde Wirtschaft und ein Konflikt mit den Tuareg, mit denen er am 24. April 1995 ein Friedensabkommen unterzeichnete. Bei den Parlamentswahlen am 12. Januar 1995 erreichte seine Partei nur 24 der 83 Sitze und den zweiten Platz und er berief den Oppositionsführer Hama Amadou zum Premierminister. In der Folge blockierten beide einander. Ein Militärputsch unter Führung von Ibrahim Baré Maïnassara beendete beider Amtszeit am 27. Januar 1996. Eine Weile waren beide in Haft.

## Weitere Laufbahn
Am 7. Juli 1996 und am Folgetag fanden wieder Präsidentschaftswahlen statt, bei denen Amtsinhaber Maïnassara im ersten Wahlgang mit 52,22 % der Stimmen gewählt wurde. Ousmane erreichte mit 19,75 % den zweiten Platz, wieder gefolgt von Mamadou Tandja mit 15,65 %. Die Wahlen wurden von Beobachtern als manipuliert beschrieben. Präsident Maïnassara war am 7. April 1999 bei einem erneuten Putsch getötet worden und Ousmane bewarb sich bei den Wahlen am 17. Oktober 1999 ein weiteres Mal um die Präsidentschaft. Diesmal erreichte er im ersten Wahlgang mit 22,51 % nur den dritten Platz und schied aus. Im zweiten Wahlgang unterstützte er Mamadou Tandja. Im November siegte dieser in der Stichwahl und wurde neuer Präsident.
Bei den Parlamentswahlen am 24. November 1999 erhielt seine Partei 17 der 83 Sitze. Ousmane übernahm das Amt des Präsidenten der Nationalversammlung. Auch bei den nächsten Präsidentschaftswahlen am 16. November 2004 trat er an und belegte mit 17,43 % wieder den dritten Platz. Amtsinhaber Mamadou Tandja siegte wieder in der Stichwahl im Dezember. Bei den Parlamentswahlen gewann die CDS-Rahama 22 der nunmehr 122 Sitze.
Am 15. Januar 2004 wurde er Präsident des 1976 gegründeten Komitees für die Menschenrechte von Parlamentariern der Interparlamentarischen Union in Genf. Bei seinem Antreten bei den Präsidentschaftswahlen am 31. Januar 2011 wurde er mit 8,33 % der Stimmen vierter von zehn Kandidaten. Innerhalb der CDS-Rahama begann ein langjähriger Konflikt zwischen dem Parteivorsitzenden Mahamane Ousmane, einem Gegner des neuen Staatspräsidenten Mahamadou Issoufou, und dem stellvertretenden Parteivorsitzenden Abdou Labo, einem Unterstützer Issoufous. Im Oktober 2012 nahm der nigrische Rat der Republik seine Arbeit auf, dem Ousmane laut Verfassung als ehemaliger Staatspräsident angehört. Abdou Labo wurde im September 2014 anstelle von Ousmane zum Parteivorsitzenden der CDS-Rahama gewählt. Ousmane, der erfolglos versuchte, sich gerichtlich gegen seinen Machtverlust zur Wehr zu setzen, wurde schließlich im November 2015 aus der CDS-Rahama ausgeschlossen.
Er trat daraufhin bei den Präsidentschaftswahlen am 21. Februar 2016 für eine andere Partei an, die Nigrische Bewegung für die demokratische Erneuerung (MNRD-Hankuri), und wurde mit 5,88 % der Stimmen vierter von fünfzehn Kandidaten. Bei den Präsidentschaftswahlen von 2020/2021 trat Mahamane Ousmane als Kandidat der Partei Demokratische und republikanische Erneuerung (RDR-Tchanji) an und qualifizierte sich mit einem Stimmenanteil von 16,99 % beim ersten Wahldurchgang am 27. Dezember 2020 überraschend für die Stichwahl beim zweiten Wahldurchgang am 21. Februar 2021. Dabei musste er sich mit 44,25 % Stimmenanteil seinem Kontrahenten Mohamed Bazoum von der Nigrischen Partei für Demokratie und Sozialismus (PNDS-Tarayya) geschlagen geben. Ousmane legte gegen das Endergebnis beim Verfassungsgerichtshof eine Beschwerde ein, die dieser am 21. März 2021 abwies.